# Sociedad Antropológica de Londres

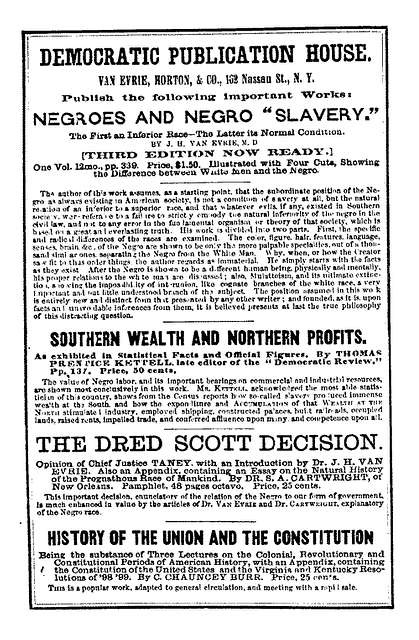
El lugar del negro en la naturaleza: ponencia leída ante la Sociedad Antropológica de Londres en 1866

La Sociedad Antropológica de Londres (en inglés: Anthropological Society of London) fue fundada en 1863 por Richard Francis Burton y el Dr. James Hunt. Surgió a partir de la Ethnological Society of London, fundada en 1842, y definida a sí misma como oposición a la antigua sociedad. La Sociedad Antropológica, proclamó Hunt, se preocupará con la colección de hechos y la identificación de las leyes naturales que explicaron la diversidad de la humanidad. También tratará los aspectos físicos y culturales de los humanos.
La diferencia real entre las dos sociedades es más profunda. Los miembros de la Ethnological Society estaban, en su mayoría, inclinados a creer que los humanos estaban formados por su ambiente; cuando Charles Darwin publicó su teoría de la evolución por selección natural, ellos la apoyaron. También creían en el monogenismo y tendían a ser políticamente liberales, especialmente en los temas relacionados con la raza. Hunt y sus seguidores más cercanos eran, en cambio, vehementemente antidarwinianos y fuertes partidarios del poligenismo. Encontraron las políticas de la Ethnological Society desagradable, y (por ejemplo) apoyaron la Confederación en la guerra civil estadounidense. La cuestión que dividió más firmemente los dos grupos fue la «cuestión negra». Hunt creía que los africanos pertenecían a una especie diferente que los caucásicos, que eran sustancialmente e irremediablemente inferiores, y que la esclavitud era el papel que a ellos mejor les encajaba. Muchos miembros líderes de la Ethnological Society estaban, en cambio, ferozmente destinados a los intentos de Bretaña de erradicar el comercio de esclavos.
- Datos: Q574390